# Плохой лейтенант (фильм, 1992)
«Плохой лейтенант» (англ. Bad Lieutenant) — полицейская драма 1992 года режиссёра Абеля Феррары с Харви Кейтелем в главной роли.

## Сюжет
Лейтенант полиции Нью-Йорка (имя персонажа не называется) отвозит двух своих маленьких сыновей в школу. Далее он нюхает кокаин и отправляется на работу. На Юнион-сквер произошло двойное убийство молодых девушек в машине. Лейтенант отправляется к знакомому наркоторговцу, которому отдаёт пакет крэка, изъятый ранее на другом месте преступления. Наркоторговец обещает отдать полицейскому часть выручки, когда продаст товар. Лейтенант курит крэк, пьёт и проводит ночь с какими-то женщинами. Воришек, которые ограбили магазин, он отпускает, но забирает украденные деньги себе. Затем он посещает рыжеволосую наркоманку и курит с ней героин. В это время двое хулиганов насилуют в церкви молодую монахиню.
Лейтенант делает ставки на бейсбольные матчи Чемпионской серии Национальной лиги, где играют «Нью-Йорк Метс» и «Лос-Анджелес Доджерс». Он постоянно проигрывает. Пытаясь отыграться, он удваивает свою ставку на следующей игре, но снова проигрывает. Так происходит из раза в раз. Однажды вечером он обращает внимание на двух молодых девушек, которые ездят на машине без прав. Он заставляет одну из них имитировать оральный секс, пока сам мастурбирует. Букмекер сообщает ему, что его долг уже огромный, и он будет иметь большие проблемы с бандитами, которые не станут смотреть на то, что он полицейский.
За поимку насильников монахини назначена большая награда. Эти деньги лейтенанту сейчас очень нужны. Монахиня знает, кто её изнасиловал, но прощает этих людей и не сообщает их имена полиции. Лейтенант подслушивает её исповедь. Он просит её назвать имена, но монахиня непреклонна. Лейтенанту начинает мерещиться Иисус. Он кричит на него, а затем просит прощение. В церковь приходит женщина, чтобы вернуть церковную чашу. Двое молодых людей заложили её в ломбард, который принадлежит её мужу.
Благодаря этой женщине лейтенант находит насильников в притоне в Восточном Гарлеме. Полицейский одевает на них наручники. Далее вместе с ними он курит крэк и смотрит по телевизору завершающую игру бейсбольного чемпионата. Лейтенант сажает задержанных в свою машину и отвозит на автовокзал. Он сообщает им, что монахиня их простила. Лейтенант сажает их на автобус и отдаёт им свою коробку с деньгами. Эти деньги ранее ему отдал наркоторговец и лейтенант собирался сделать ставку на последний бейсбольный матч. Автобус уезжает, а лейтенант садится в свою машину. Лейтенанта убивает человек из проезжающей мимо машины. Вокруг машины лейтенанта начинают собираться зеваки.

## В ролях
- Харви Кейтель — лейтенант
- Виктор Арго — усталый полицейский
- Пол Кальдерон — полицейский #1
- Леонард Томас — полицейский #2
- Фрэнки Торн — монахиня
- Пол Хипп — Иисус
- Пегги Гормли — жена лейтенанта
- Фернандо Велес — Хулио
- Джозеф Майкл Крус — Пауло
- Ларри Маллейн — детектив Ларри
- Майкл А. Фелла — детектив Майк
- Майкл Н. Сираволо — детектив Майкл
- Зои Ланд — Зои
- Эдди Дэниелс — девушка из Нью-Джерси (водитель)
- Бьянка Хантер — девушка из Нью-Джерси (пассажир)

## Приём
На сайте Rotten Tomatoes рейтинг фильма 76 % на основе 51 рецензии, на Metacritic у фильма 70 баллов из 100 на основе мнения 19 критиков. Кинокритик Роджер Эберт поставил фильму 4 звезды из 4. Мартин Скорсезе включил фильм в свою десятку лучших фильмов 1990-х годов.
Фильм получил рейтинг NC-17. Фильм содержит «одну из самых отвратительных, странных и запоминающихся сексуальных сцен в истории кино», когда полицейский мастурбирует перед двумя молодыми девушками.

## Призы
Фильм демонстрировался в рамках программы «Особый взгляд» Каннского кинофестиваля 1992 года.

### Награды
- 1993 — Премия «Fantasporto»
  - Лучший актёр — Харви Кейтель
- 1993 — Премия «Независимый дух»
  - Лучший главная мужская роль — Харви Кейтель

### Номинации
- 1993 — Премия «Fantasporto»
  - Лучший фильм — Абель Феррара
- 1993 — Премия «Независимый дух»
  - Лучший режиссёр — Абель Феррара
  - Лучший художественный фильм — Мэри Кейн, Эдвард Прессман

## Другие фильмы
В 2007 году было объявлено о съёмках ремейка «Плохого лейтенанта». Одноимённый фильм снял режиссёр Вернер Херцог, однако он не имеет сюжетных пересечений с картиной Феррары. Услышав о планах ремейка, Феррара заявил: «Что касается ремейков, то надеюсь, их создатели закончат жизнь в аду. Надеюсь, они сядут в один трамвай и он взорвётся». Херцог на просьбу прокомментировать такую реакцию ответил: «Я не видел ни одного фильма этого человека. Не знаю, кто это такой».
В конце апреля 2025 года стало известно, что Такаси Миикэ работает над фильмом «Плохой лейтенант: Токио», который будет основан на фильме 1992 года.